# Coupe des Tatras 2017
Navigation
Édition précédente Édition suivante
La Coupe des Tatras 2017 est la 70e édition de hockey sur glace du tournoi organisé en août dans la ville de Poprad en Slovaquie. 

## Résultats

### Phase de groupes

#### Groupe A
| Clt   | Équipe         | PJ | V | D | N | BP | BC | Pts |
| ----- | -------------- | -- | - | - | - | -- | -- | --- |
| +001, | Aigles de Nice | 2  | 2 | 0 | 0 | 14 | 0  | 4   |
| +002, | HK Poprad      | 2  | 1 | 1 | 0 | 7  | 3  | 2   |
| +003, | EHC Bayreuth   | 2  | 0 | 2 | 0 | 1  | 19 | 0   |

- Qualifié en finale

| 17 août | Aigles de Nice | 3-2 | EHC Bayreuth |  |

| 18 août | HK Poprad | 3-2 | EHC Bayreuth |  |

| 19 août | Aigles de Nice | 6-4 | HK Poprad |  |

#### Groupe B
| Clt   | Équipe                 | PJ | V | D | N | BP | BC | Pts |
| ----- | ---------------------- | -- | - | - | - | -- | -- | --- |
| +001, | HC Kosice              | 2  | 2 | 0 | 0 | 5  | 1  | 4   |
| +002, | HK Iounost Minsk       | 2  | 1 | 1 | 0 | 4  | 4  | 2   |
| +003, | Dunaújvárosi Acélbikák | 2  | 0 | 2 | 0 | 4  | 8  | 0   |

- Qualifié en finale

| 17 août | Dunaújvárosi Acélbikák | 3-7 | HK Iounost Minsk |  |

| 18 août | HC Kosice | 3-2 | HK Iounost Minsk |  |

| 19 août | Dunaújvárosi Acélbikák | 1-6 | HC Kosice |  |

### Phase finale

#### Match pour la cinquième place
- EHC Bayreuth -  Dunaújvárosi Acélbikák  : 6 - 2

#### Match pour la troisième place
- HK Iounost Minsk -  HK Poprad  : 4 - 1

#### Finale
| 20 août | HC Kosice | 4-3 (pr) (1:0, 1:2, 1:1, 1:0) | Aigles de Nice |  |